# Daniel Romero Matute
Daniel Romero Matute es un abogado venezolano, quien fue secretario de Carlos Andrés Pérez y Procurador General de la República de facto durante el gobierno de Pedro Carmona.

## Biografía
Romero fue secretario privado del presidente Carlos Andrés Pérez. El 10 de abril de 2002 Daniel Romero y Gregorio Vázquez, se reunieron con el historiador Jorge Olavarría para pedirle una revisión del borrador del decreto Carmona, donde Pedro Carmona sería nombrado presidente de Venezuela. Olavarría les respondió que esos cambios no podían hacerse de esa manera, y que había que incorporar a todos los actores políticos del país antes.
Romero declaró que Chávez había renunciado y que Diosdado Cabello «abandonó sus funciones» y anunció la implementación del decreto Carmona, leyéndolo en voz alta. Luego aclaró que «aquí no ha pasado nada. Seguimos siendo gobierno».